# Protogygia
Protogygia is een geslacht van vlinders van de familie Uilen (Noctuidae), uit de onderfamilie Noctuinae.

## Soorten
- P. biclavis Grote, 1879
- P. comstocki McDunnough, 1934
- P. elevata Smith, 1891
- P. enalaga McDunnough, 1932
- P. epipsilioides Barnes & Benjamin, 1926
- P. lagena Grote, 1875
- P. milleri Grote, 1875
- P. polingi Barnes & Benjamin, 1922
- P. querula Dod, 1915